# Comarque Naso Tjër Di
La Comarque Naso Tjër Di (espagnol : Comarca Naso Tjër Di) est une comarque indigène du Panama, située à l'extrême nord-ouest du pays, sur les rives du Río Teribe et à proximité de la frontière entre le Costa Rica et le Panama. La comarque est principalement habitée par le groupe ethnique Naso, qui compte environ 5 000 individus. Elle a été créée le 4 décembre 2020 et a une superficie de 1 606,16 km2, dont 1 468,63 km2 (91% du territoire) sont des zones protégées du parc international La Amistad et de la forêt protégée Palo Seco.

## Histoire
Le peuple Naso, par l'intermédiaire de son roi, a revendiqué ces dernières années la conformation d'une comarque indigène, vu que les autres ethnies indigènes du Panama avaient conformé la leur, et aussi comme une manière de protéger l'identité culturelle de cette ethnie.
Le 25 octobre 2018, l'Assemblée nationale du Panama adopte le projet de loi 656 créant la comarque ; cependant, le président panaméen de l'époque, Juan Carlos Varela, y oppose son veto le 14 décembre de la même année en tenant compte des préoccupations des secteurs environnementaux selon lesquelles une comarque indigène ne pouvait être érigée dans une zone protégée et qu'elle pouvait être en conflit avec les articles 4 et 120 de la Constitution panaméenne.
L'affaire est portée devant la Cour suprême de justice du Panama qui, le 12 novembre 2020, rend un arrêt déclarant que le projet de loi n'était pas contraire à la Constitution et ajoute que le peuple Naso était l'un des sept peuples autochtones ancestraux ayant habité le Panama, donnant ainsi le feu vert à la création de la comarque.
Le 4 décembre, l'actuel président du Panama, Laurentino Cortizo Cohen, sanctionne la loi 188, permettant ainsi la création de la nouvelle comarque,,,.

## Division politique
La capitale de la comarque est la communauté de Sieyic, où se trouve le roi Naso.
La comarque est composée du district spécial de Naso Tjër Di, qui est lui-même divisé en trois cantons :
- Teribe (es)
- San San Drui (es)
- Bonyik (es)